# 周冠威
周冠威（英語：Kiwi Chow，1979年4月16日—），香港電影導演、編劇。

## 生平
周冠威於1979年4月16日生於香港，於香港演藝學院電影電視學院主修導演，二年級時完成人生首部作品，於2004年畢業並獲一級榮譽藝術學士，其畢業作品更榮獲學院最佳導演獎。畢業後參與《霍元甲》等多部電影的製作特輯導演及剪接，也曾擔任電影場記、副導演、剪接等工作。2005年起在香港演藝學院擔任客席講師，亦同時執導了不少短片並以其獲得多個本土及國際影展獎項，備受注目。2013年完成香港演藝學院電影製作碩士，同年執導由杜琪峯出品的劇情長片《一個複雜故事》而正式出道，該片亦獲邀於第37屆香港國際電影節中首映。
其成名作為2015年涉及香港人權、民主為主題的電影《十年》中最成功的單元〈自焚者〉，作品後來亦榮獲香港電影金像獎最佳電影獎；其後他執導的電影《幻愛》亦成為2020年全年最高香港票房的十大電影之一，並獲得金馬獎最佳改編劇本獎。
2021年7月，其執導的紀錄長片《時代革命》獲邀於法國坎城影展世界首映，之後更在第58屆金馬獎，得到最佳紀錄片獎。可是，由於《香港國安法》的實施和隨之而來的《電影檢查條例》檢查員指引修訂，該片的內容及片名意味著它幾無可能在香港公開發行或放映。

## 電影作品
| 年份 | 電影               | 職務 | 職務 | 職務 | 職務 | 職務 | 備註     |
| 年份 | 電影               | 導演 | 編劇 | 監製 | 剪輯 | 演出 | 備註     |
| ---- | ------------------ | ---- | ---- | ---- | ---- | ---- | -------- |
| 2003 | 《念》             | 是   | 是   |      | 是   |      | 劇情短片 |
| 2004 | 《嫲嫲的房門》     | 是   | 是   |      | 是   |      | 劇情短片 |
| 2006 | 《樓上傳來的歌聲》 | 是   | 是   |      | 是   |      | 劇情短片 |
| 2009 | 《吉兒》           | 是   | 是   |      | 是   |      | 劇情短片 |
| 2010 | 《敏感》           | 是   | 是   |      | 是   |      | 劇情短片 |
| 2011 | 《白色小孩》       | 是   | 是   |      | 是   |      | 劇情短片 |
| 2013 | 《一個複雜故事》   | 是   | 是   |      |      |      | 劇情長片 |
| 2015 | 《十年》〈自焚者〉 | 是   | 是   |      | 是   | 是   | 劇情短片 |
| 2020 | 《幻愛》           | 是   | 是   | 是   |      |      | 劇情長片 |
| 2021 | 《时代革命》       | 是   |      |      | 是   |      | 紀錄長片 |
| 2023 | 《1人婚禮》        | 是   | 是   | 是   |      |      | 劇情長片 |

## 獎項紀錄
| 年份   | 頒獎典禮                   | 獎項         | 作品             | 結果 |
| ------ | -------------------------- | ------------ | ---------------- | ---- |
| 2004年 | 香港演藝學院               | 最佳導演獎   | 《嫲嫲的房門》   | 獲獎 |
| 2014年 | 香港藝術發展獎             | 藝術新秀獎   | 《一個複雜故事》 | 獲獎 |
| 2016年 | 第35屆香港電影金像獎       | 最佳電影     | 《十年》         | 獲獎 |
| 2020年 | 第26屆香港電影評論學會大獎 | 最佳導演     | 《幻愛》         | 提名 |
| 2020年 | 第26屆香港電影評論學會大獎 | 最佳編劇     | 《幻愛》         | 提名 |
| 2020年 | 第26屆香港電影評論學會大獎 | 最佳電影     | 《幻愛》         | 提名 |
| 2020年 | 第26屆香港電影評論學會大獎 | 推薦電影     | 《幻愛》         | 獲獎 |
| 2020年 | 第39屆香港电影金像奖       | 最佳導演     | 《幻愛》         | 提名 |
| 2020年 | 第39屆香港电影金像奖       | 最佳編劇     | 《幻愛》         | 提名 |
| 2020年 | 第57屆金馬獎               | 最佳改編劇本 | 《幻愛》         | 獲獎 |
| 2021年 | 第58屆金馬獎               | 最佳紀錄片   | 《時代革命》     | 獲獎 |

## 個人生活
周冠威已婚，與妻育有一子一女。
周冠威信仰基督教，而其虔誠信仰亦對其職業生涯有很大影響。早於2015年執導《十年》之前，其已預見放映後被中共極權全面封殺的後果，事後亦有同業提議其向寫悔過書並代其轉交，但他依然堅持前行不退縮；及至2020年代《香港國安法》被通過後，他雖然難得地一度依靠《幻愛》重新獲得商業成功，但於國安法對一切自由嚴酷箝制的陰影下，他依然毅然繼續拍攝《時代革命》，並冒被政治迫害的風險擔起全劇組唯一公開身份及發言角色。於此等高危活動中，其信仰亦對其不畏艱險而行的堅毅行徑有著關鍵角色。

## 外部連結
- 周冠威在香港影庫上的簡介
- 周冠威在互联网电影资料库（IMDb）上的資料（英文）